# Sbarramento Prato Drava
Lo sbarramento di Prato alla Drava (in tedesco Sperre Winnebach) è uno degli sbarramenti del XV settore di copertura Pusteria, che si erge nelle vicinanze di Prato alla Drava, in alta val Pusteria. Questo sbarramento è uno dei diversi sbarramenti che vanno a comporre il vallo alpino in Alto Adige.

## Storia

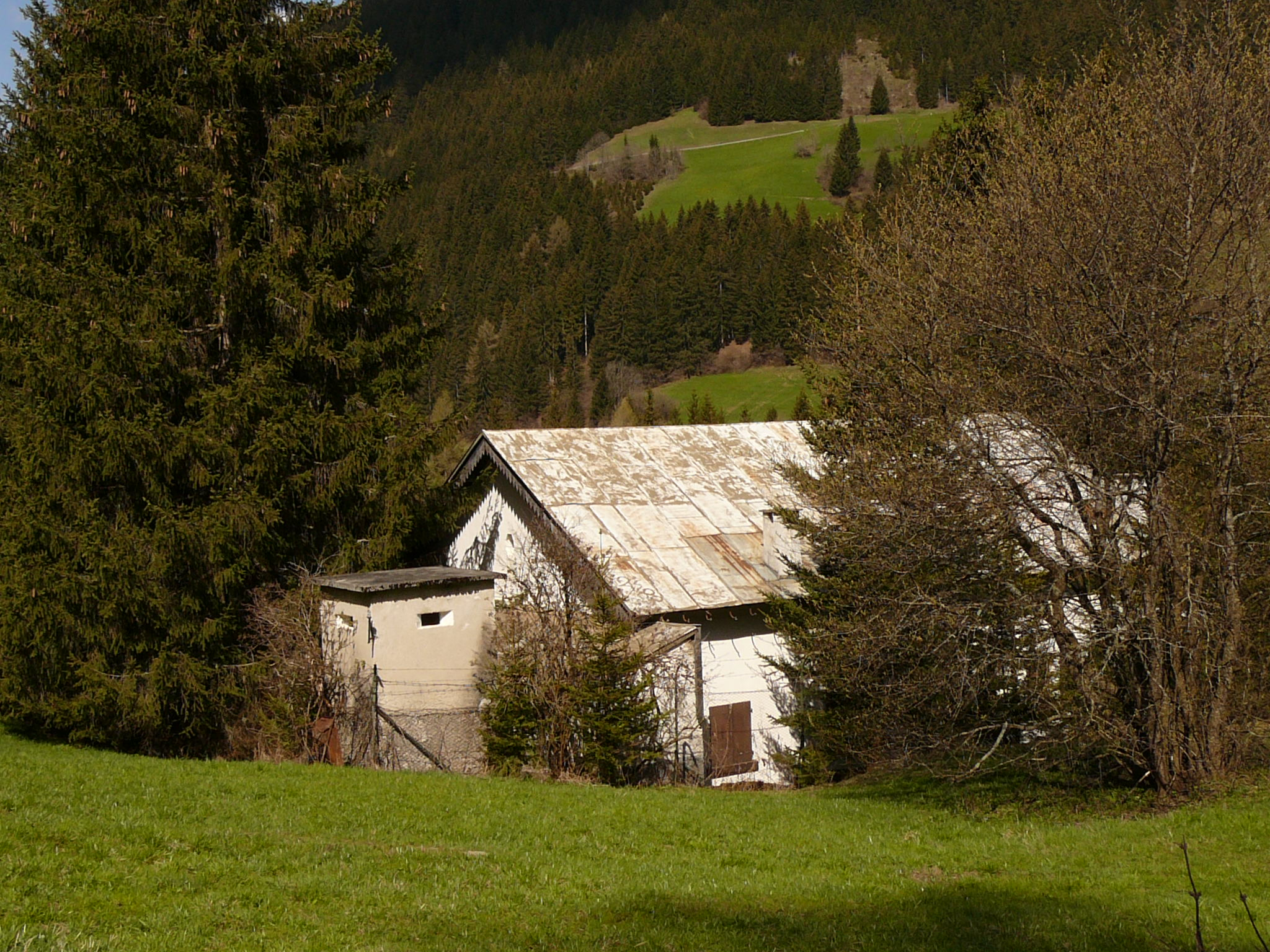
La casermetta per gli Alpini d'Arresto

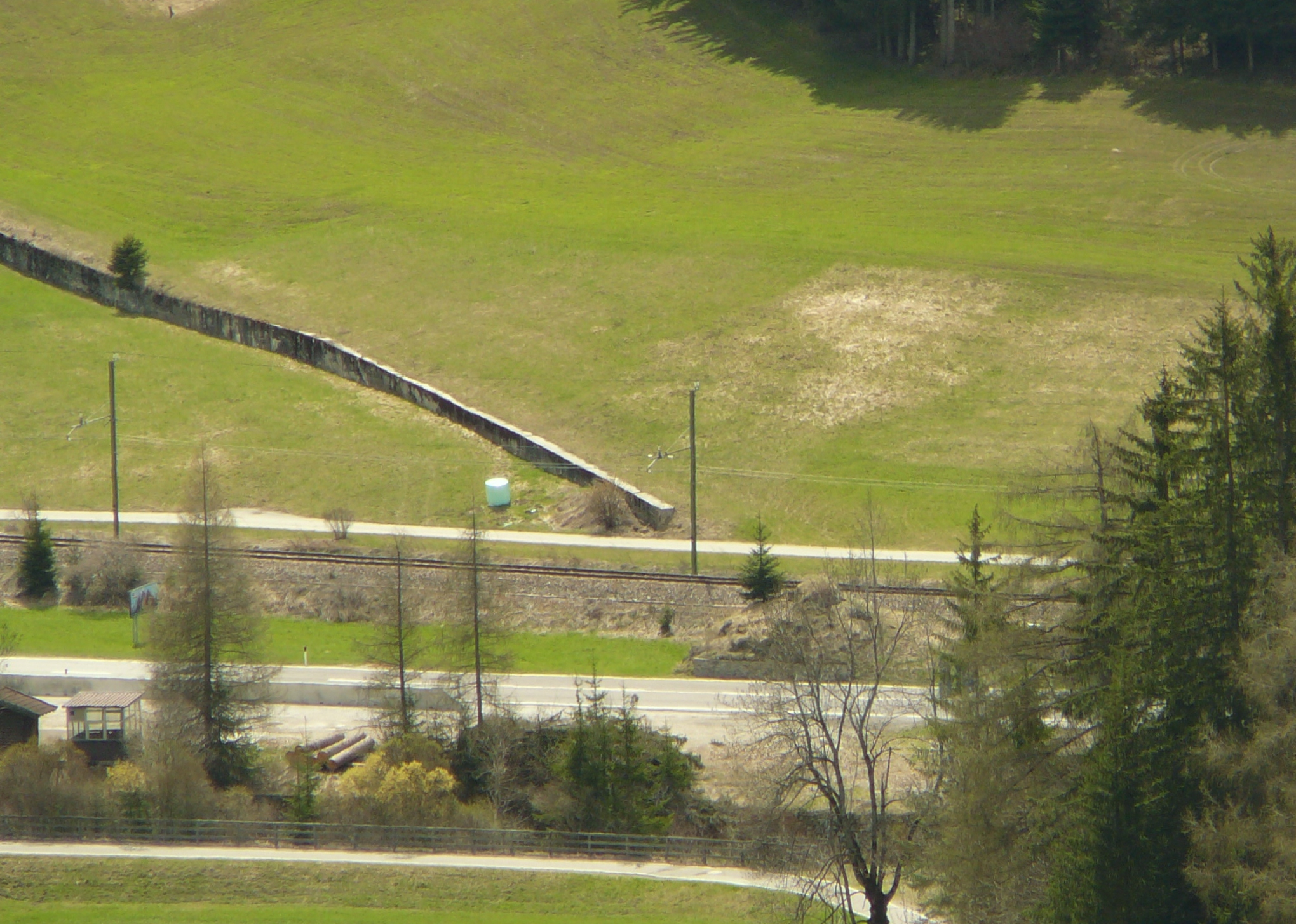
Il fossato anticarro, con l'opera 1 sulla Strada statale 49 della Pusteria

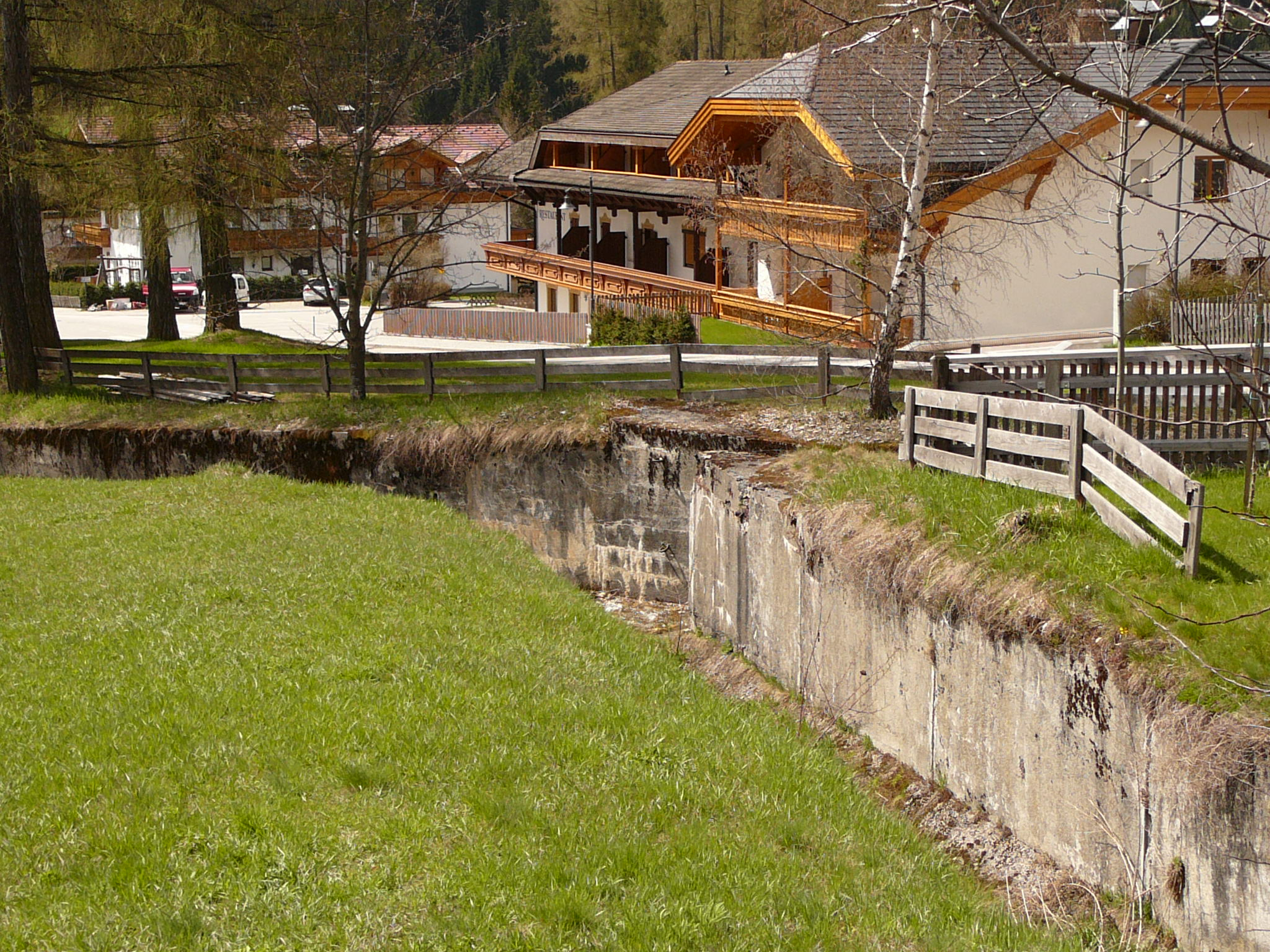
Il nodo della "Y" del fossato anticarro

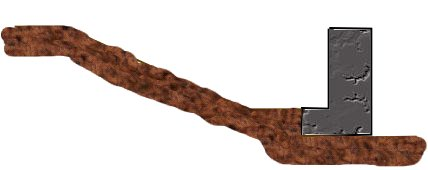
Sezione del fossato anticarro

Questo sbarramento risultava più avanzato rispetto al I sistema difensivo e quindi inizialmente gli fu affidata una funzione ritardatrice; tale sbarramento era progettato con un caposaldo e 5 centri semipermanenti che seguivano i dettami della circolare 450, con un armamento previsto di 9 mitragliatrici; nello specifico:
- 3 opere costruite in calcestruzzo, protette ai piccoli calibri, la cui costruzione iniziò nel luglio 1936;
- 2 opere scavate nella roccia, ultimate già nel 1938.

Nel 1937 si ipotizzò la costruzione, in posizione più arretrata e a nord del torrente della Drava, di altre 3 opere d'artiglieria da affidare alla Guardia alla Frontiera, una batteria con cannoni da 75/27 e una da 100/17 tra Prato alla Drava e la località Giovo (ted. Jaufen); era inoltre prevista un'ulteriore batteria da 149/35 in località Giovo di Sopra (ted. Oberjaufen). Qui era anche previsto un fossato anticarro per la protezione del fondovalle dalle forze corazzate nemiche. Tale difesa passiva seguiva gli andamenti del rio Cantscider e di un suo più piccolo affluente, il rio Raida, fino ad incontrare la Drava. A sud invece il fossato proseguiva per altri 250 metri, e terminava con una specifica opera difensiva. In totale il fossato previsto era lungo 1800 metri, mentre per sbarrare la strada statale e la ferrovia erano previsti 7 ordini di putrelle tipo Np20. Questo fossato presenta tuttora una particolare forma a Y, e venne completato già nel 1938. Come detto, sui 3 estremi del fossato a Y, vennero edificate delle opere difensive, armate con 1 mitragliatrice ma quindi anche con 1 cannone anticarro ciascuna, che puntavano direttamente lungo la linea del fossato. sempre nel 1938, la batteria da 149/35 venne trasformata per alloggiare 4 cannoni da 75/27; le altre 2 batterie vennero eliminate dal progetto.
Il tutto comprendeva anche alcune postazioni campali lungo la cresta di confine:
- a sinistra della Drava, da Pausa Alta a Parga: armamento previsto di 26 mitragliatrici in tre casermette difensive;
- a destra della Drava, da Campo Scabro, passando per il monte Elmo, al monte Arnese: armamento previsto di 38 mitragliatrici in 24 postazioni difensive (8 già costruite) e 8 casermette difensive (3 già costruite).

Nell'anno 1939 si decise di migliorare lo sviluppo e l'armamento dello sbarramento. Fu progettata un'ulteriore opera con il compito di difendere il fossato anticarro presso la linea ferroviaria, fu aumentata la protezione con ulteriori armi controcarro, e altre due opere (3bis – 3Abis) mai realizzate. La nuova disposizione prevedeva quindi 9 opere difensive con un armamento totale di 13 mitragliatrici e 4 cannoni anticarro.
Quando i lavori della costruzione degli sbarramenti furono sospesi, solamente 4 opere erano complete nell'allestimento interno (opere 1, 2, 3, 8) e altre 3 complete e consegnate alla Guardia alla Frontiera (opere 4, 5, 6). Furono inoltre completate 13 casermette difensive.
Tutte le opere dello sbarramento difensivo, assieme alle casermette difensive, sono state reimpiegate nel dopoguerra.
Dopo la riattivazione in ambito NATO, allo sbarramento composto di 9 opere, è stato dato il nome in codice Plutone. Lo sbarramento aveva assegnati: 13 ufficiali, 19 sottufficiali e 171 soldati di truppa, per un totale di 203 uomini. 
Oltre alle opere riattivate, furono usate due casermette degli Alpini d'arresto, una in posizione più arretrata rispetto l'opera 4, e l'altra all'interno della valletta da cui scende il rio San Silvestro.

## Fossato anticarro
In mezzo al paese passava il fossato anticarro, che sfruttava il corso dei rio Cantscider e di un suo piccolo affluente che scende da Raida (ted. Reiden). Questi due rami formavano la parte superiore della "Y"; la gamba del fossato invece era formato da un muretto che proseguiva dall'altra parte della strada statale per altri 250 metri. Il fossato, in totale lungo 1800 metri, era interrotto dal passaggio della ferrovia e della strada statale, dove ai tempi erano previsti 7 ordini di putrelle tipo Np20. La sua costruzione fu terminata nel 1938; dopodiché iniziarono a essere costruite le opere alle sue estremità.
Il muretto era alto 1,5 metri più 50 cm di base e spesso 1,30 m alla base e 80 cm in punta.

## Tabella delle opere dello sbarramento
|          | Tipo        | Fuc. MTR | MTR | Cann A.C. | Cannoni 75/27 | Osserv. |
| -------- | ----------- | -------- | --- | --------- | ------------- | ------- |
| Opera 1  | Piccola CLS | -        | 1   | 1         | -             | -       |
| Opera 2  | Piccola CLS | -        | 1   | 1         | -             | -       |
| Opera 3  | Piccola CLS | -        | 1   | 1         | -             | -       |
| Opera 3A | Piccola CLS | -        | 1   | 1         | -             | -       |
| Opera 4  | Piccola CLS | -        | 2   | -         | -             | -       |
| Opera 5  | Piccola CLS | -        | 2   | -         | -             | -       |
| Opera 6  | Piccola CLS | -        | 2   | -         | -             | -       |
| Opera 7  | Piccola RCC | -        | 2   | -         | -             | -       |
| Opera 8  | Piccola RCC | -        | 2   | -         | -             | -       |
| Totale   | 9           | -        | 14  | 4         | -             | -       |

## Descrizione delle opere dello sbarramento

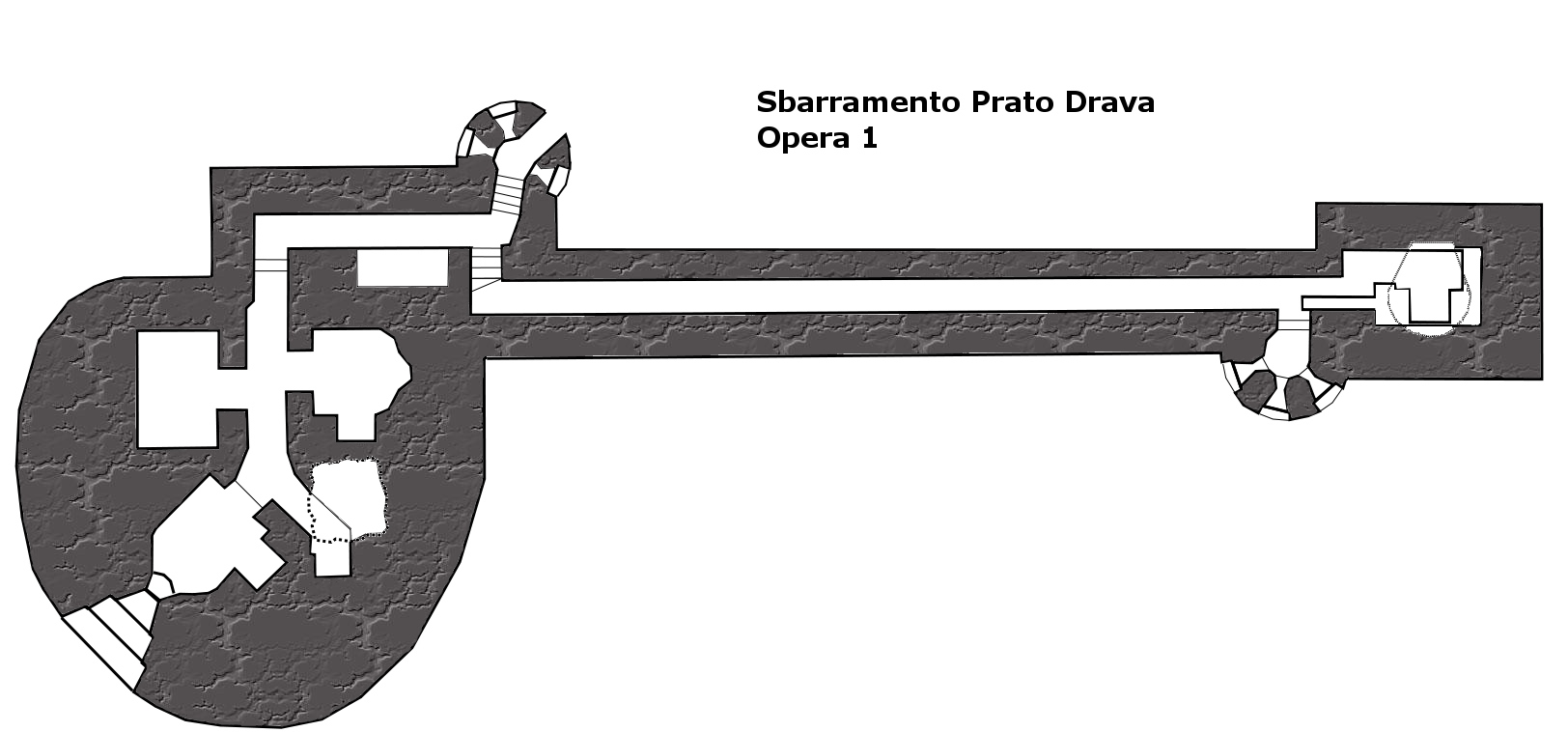
Piantina dell opera 1

### Opera 1
- Come raggiungere l'opera

Entrando in Italia, dal confine con l'Austria, passato di poco il confine, lasciando sulla destra delle piazzole di sosta per macchine e TIR, sulla sinistra si può vedere un cartello marrone con la scritta: “Südtirol - Alto Adige”; giusto un metro dietro di esso, non sembra ma lo è, è la forma della collinetta che cela le feritoie dell'opera 1.
- Caratteristiche

L'Opera è di piccole dimensioni, in calcestruzzo, completamente ultimata in tutte le sue parti. La sua particolarità è un tunnel che passando sotto il manto della strada stradale 49 della Pusteria, collega la parte principale dell'opera, a alla sua parte secondaria, dove si trova un'altra caponiera e una cupola metallica per un cannone 76/55. Questo tunnel è verso il fondo parzialmente allagato, con pochi centimetri d'acqua. In questa opera sono state asportate le targhe d'ingresso, mentre sono rimaste al loro posto lampade, cavi elettrici, rubinetti, ventilatori, cassetta smistamento telefoni e prese varie. L'opera era saldata, infatti sono rimasti ben visibile i resti dei legaccioli. L'altezza dei cunicoli e delle camere di combattimento è bassa, tanto che una persona di normale statura ha difficoltà a stare in piedi. In aggiunta l'opera ha una torretta di osservazione ILVA e due caponiere, una per la difesa dell'ingresso e l'altra accanto alla cupola.
Nel locale della radio è ancora visibile il supporto per l'antenna, che poteva essere ritirato all'interno in caso di necessità.
- Nome in codice (in ambito NATO): Ales
- Armamento previsto

1 mitragliatrice, 1 cannone anticarro 76/55, 1 torretta.
- Ingressi

L'opera ha 1 ingresso
- Dati relativi a maggio 2008
- Coordinate geografiche: 46°44′20.2″N 12°21′48.4″E

### Opera 2
- Come raggiungere l'opera

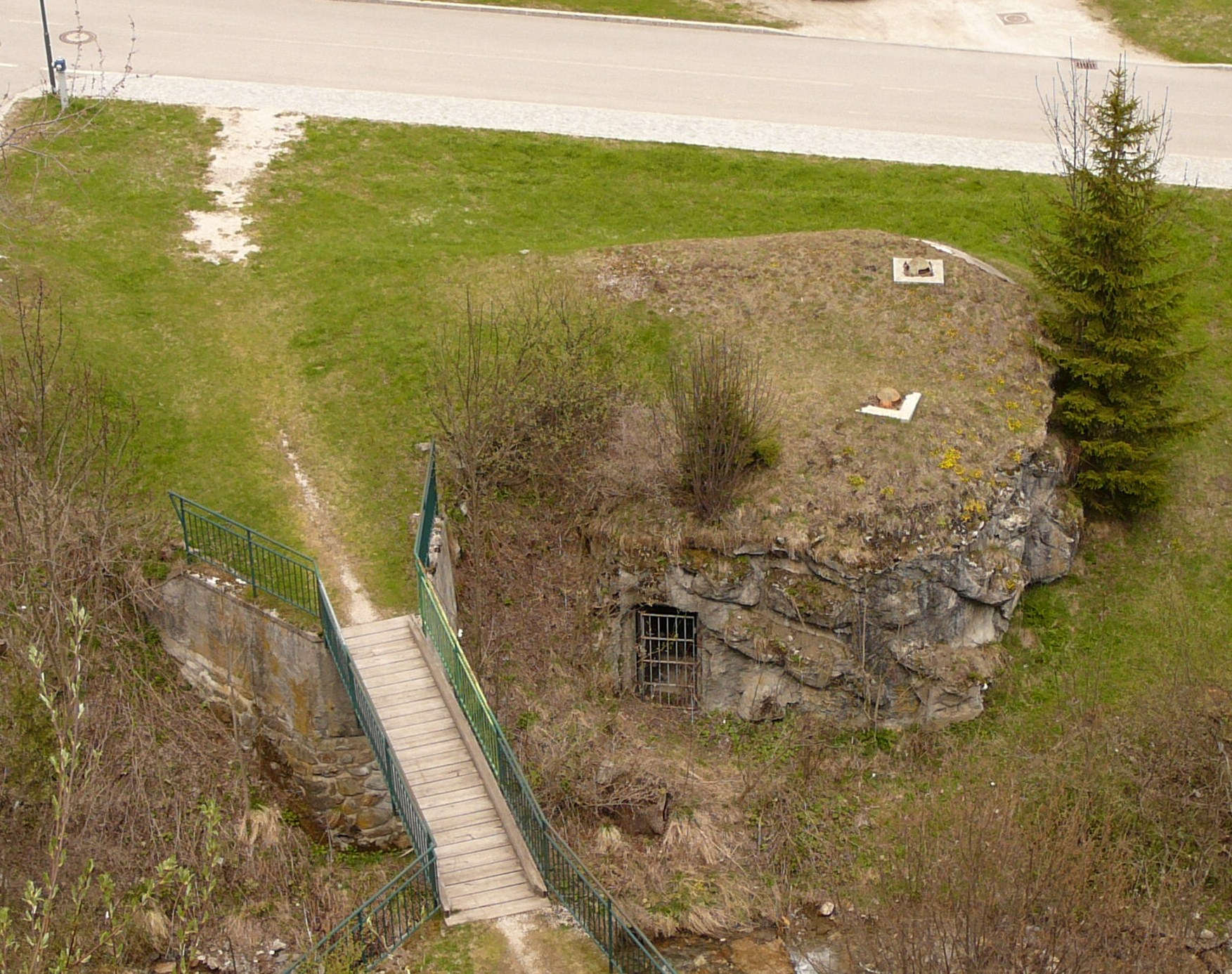
L'opera 2, vista dalla chiesa parrocchiale

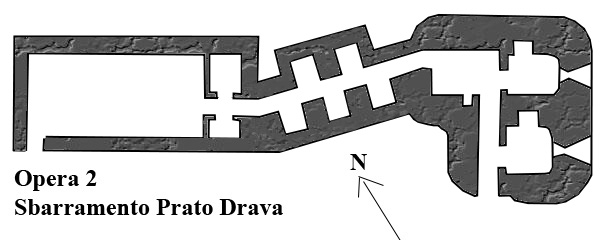
La piantina dell'opera 2

L'opera si trova nel paese di Prato alla Drava, ai piedi della chiesa parrocchiale, dove un ponticello, sale alla chiesa lungo una Via Crucis formata da cappelle bianche. Facilmente raggiungibile in macchina, con la possibilità di parcheggiarci inavvertitamente sopra.
- Caratteristiche

L'opera è di piccole dimensioni, in calcestruzzo, con il suo ingresso che dà sul rio san Silvestro. Oltre che al suo ingresso principale, l'opera ha anche un'uscita di emergenza. Al suo interno sono visibili segni del suo riutilizzo in ambito NATO. Oltre alle due bocche da fuoco, l'opera nella sua posizione posteriore ospita una piccola camerata.
- Nome in codice (in ambito NATO): Campo
- Armamento previsto

1 mitragliatrice, 1 cannone anticarro.
- Ingressi

L'opera ha 1 ingresso ed 1 uscita di emergenza
- Dati relativi a maggio 2010
- Coordinate geografiche: 46°44′30.45″N 12°21′30.71″E

### Opera 3
- Come raggiungere l'opera

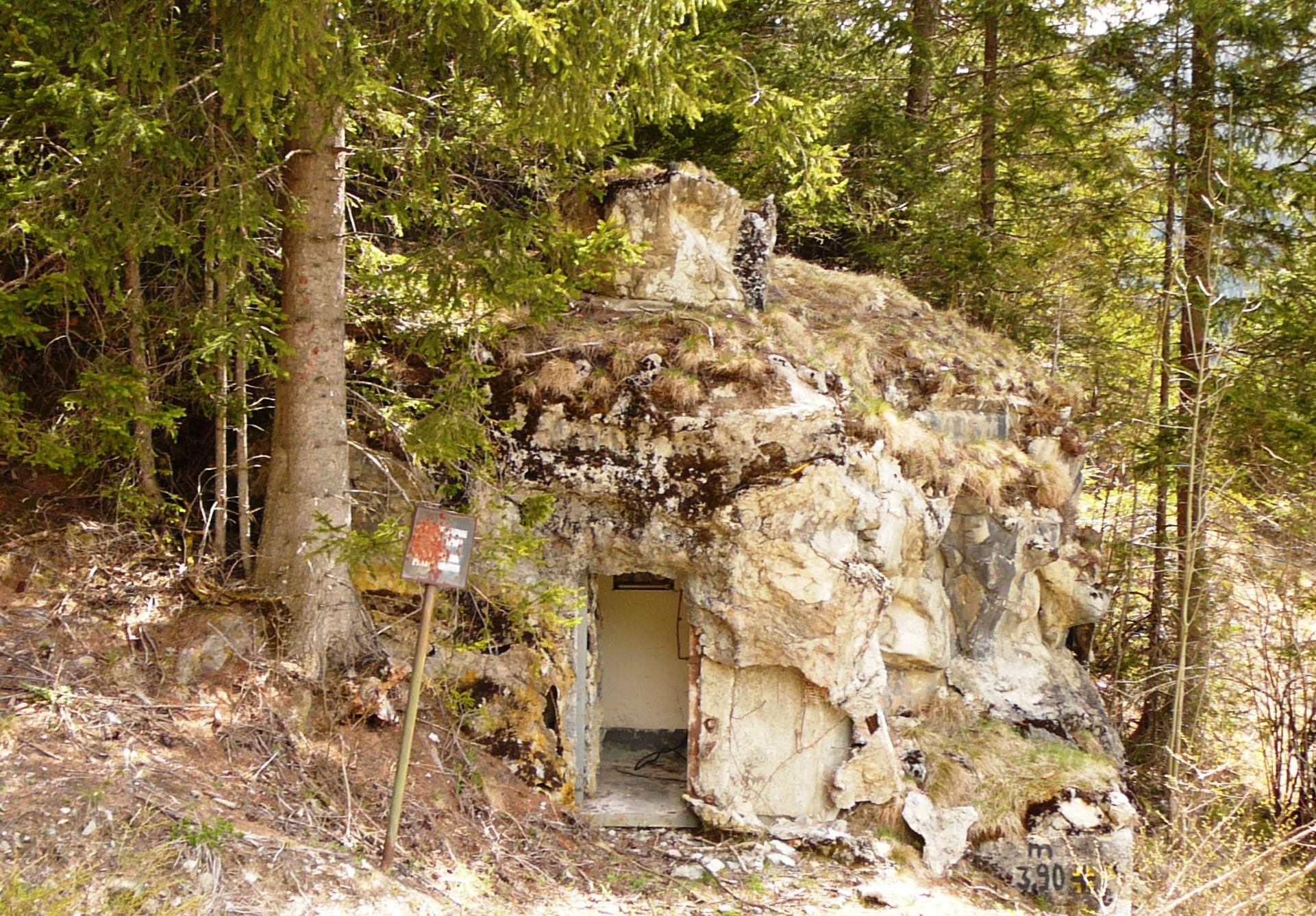
L'ingresso dell'opera 3, con la sua torretta

L'opera si trova sulla punta destra della Y che va a formare il fossato anticarro. Raggiungere l'opera è alquanto semplice, in quanto basta seguire il torrente che scende da quella parte e che si incanala nel fossato a.c.; l'opera si trova esattamente alla fine di questo, accanto al pilone dell'alta tensione.
- Caratteristiche

L'opera di piccole dimensioni in calcestruzzo, si trova in una posizione molto avanzata ed in quota, e questo consente, soprattutto alla sua torretta, di avere una buona visuale sul confine di stato. La sua torretta è armata con una mitragliatrice, mentre dall'altra feritoia sparava un cannone anticarro, per battere il fossato. Una particolarità di quest'opera, è che ha un pannello elettrico dentro ai bagni dell'opera, soluzione poco sicura.
- Nome in codice (in ambito NATO): Fano
- Armamento previsto

1 mitragliatrice, 1 cannone anticarro.
- Ingressi

L'opera ha 1 ingresso
- Dati relativi a maggio 2008
- Coordinate geografiche: 46°44′39.2″N 12°21′39.09″E

### Opera 3A
- Come raggiungere l'opera

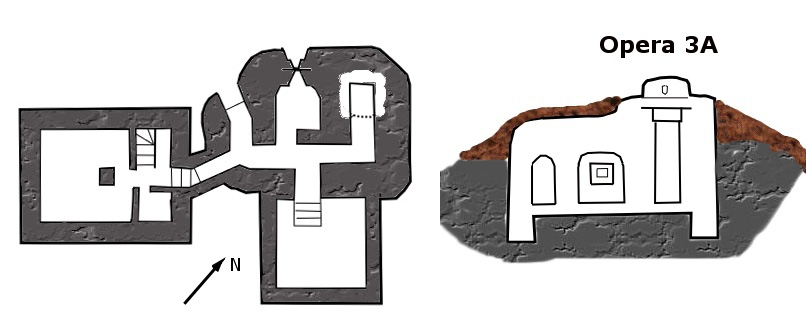
La piantina dell'opera 3A

L'opera si trova all'estremità inferiore della Y del fossato anticarro, ovvero dietro al depuratore. Facilmente raggiungibile seguendo la linea del fossato, oppure girando attorno al depuratore.
- Caratteristiche

L'opera di piccole dimensioni in calcestruzzo, è la più a est dello sbarramento, e quindi forse la più avanzata. L'opera ha un cannone anticarro che batteva il fossato, e una torretta con mitragliatrice in torretta. La sua disposizione su due piani fa in modo che al piano inferiore vi sia una piccola camerata per gli alloggiamenti. L'opera ha inoltre una piccola uscita di emergenza.
Particolarità sono le cupolette di aerazione applicate sulle facce di alcuni cubi di calcestruzzo. Queste, prese d'aria erano edificate soprattutto su opere C.450 per favorire il tiraggio aria e quindi una maggiore ventilazione all'opera.
In posizione leggermente più alta si trova un pianale, dove potevano esserci delle armi d'artiglieria, nonostante la posizione in prima linea di quest'opera.
- Nome in codice (in ambito NATO): Egna
- Armamento previsto

1 mitragliatrice in torretta, 1 cannone anticarro.
- Ingressi

L'opera ha 1 ingresso e un'uscita di emergenza
- Dati relativi a maggio 2010
- Coordinate geografiche: 46°44′14.86″N 12°21′58.47″E

### Opera 4
- Come raggiungere l'opera

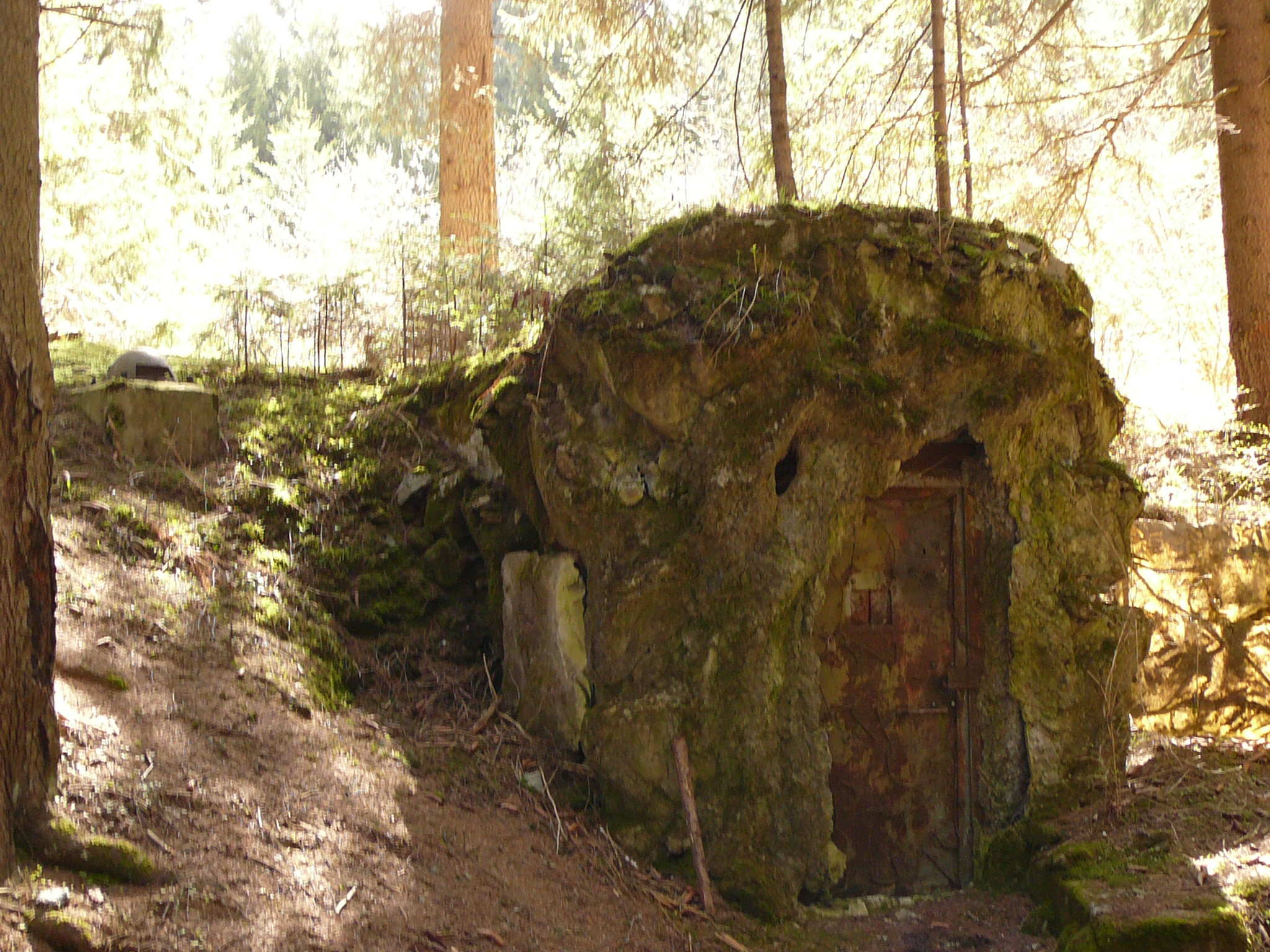
La caponiera d'ingresso dell'opera 4

L'opera è una delle più arretrate, si trova nel boschetto, leggermente in posizione più avanzata della casermetta degli Alpini d'Arresto, accanto ad un torrentino, che è stato ben incanalato in quel punto.
- Caratteristiche

L'opera di piccole dimensioni in calcestruzzo, con due mitragliatrici che battono la strada e la ferrovia della Val Pusteria che passavo poco più sotto. L'opera ha un solo ingresso, difeso dalla sua caponiera ed è stata acquisita da privato.
- Nome in codice (in ambito NATO): Fai
- Armamento previsto

2 mitragliatrici
- Ingressi

L'opera ha 1 ingresso
L'opera è di proprietà privata
- Dati relativi a maggio 2010
- Coordinate geografiche: 46°44′10.74″N 12°21′24.77″E

### Opera 5
- Come raggiungere l'opera

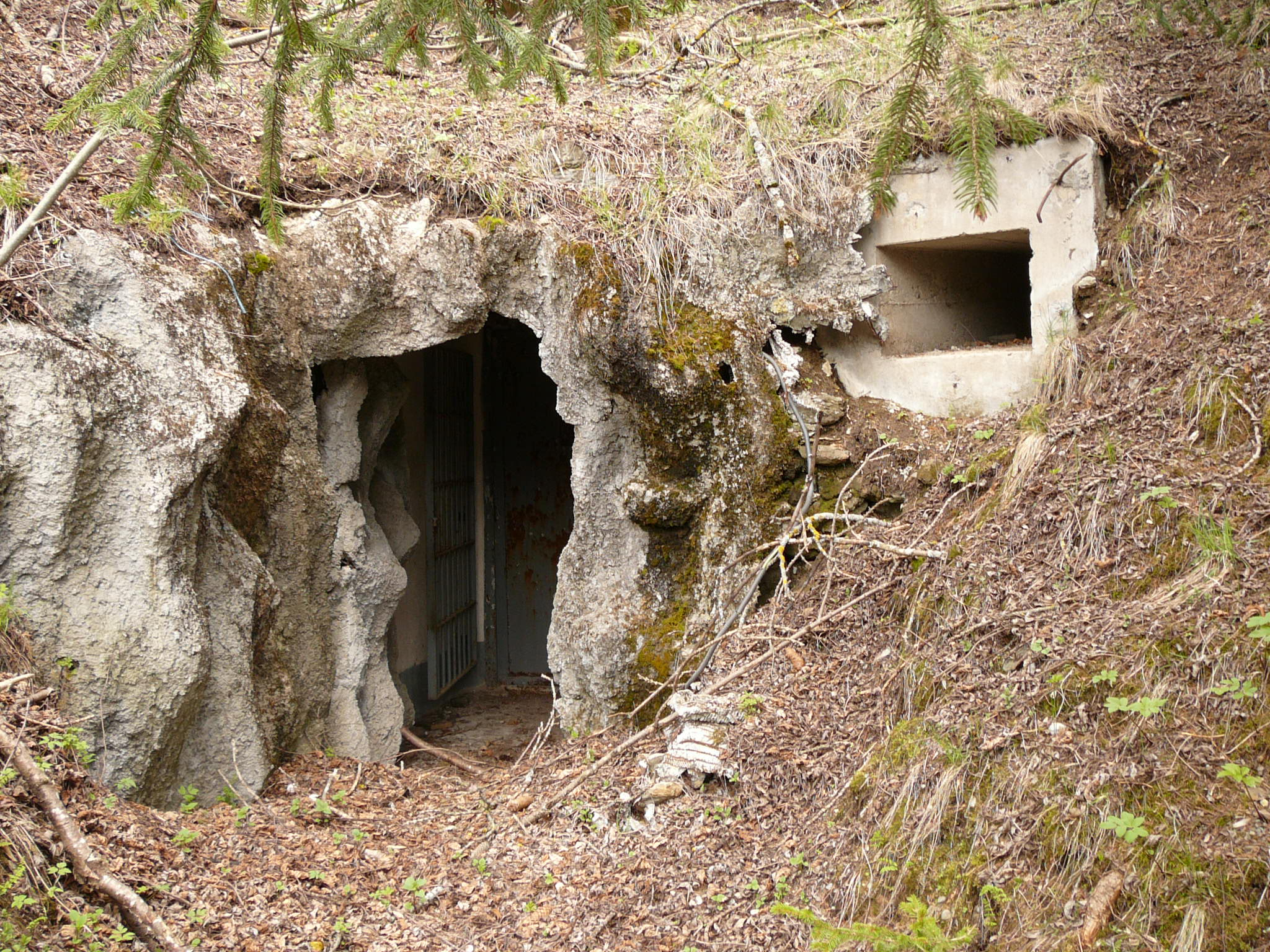
L'ingresso inferiore dell'opera 5

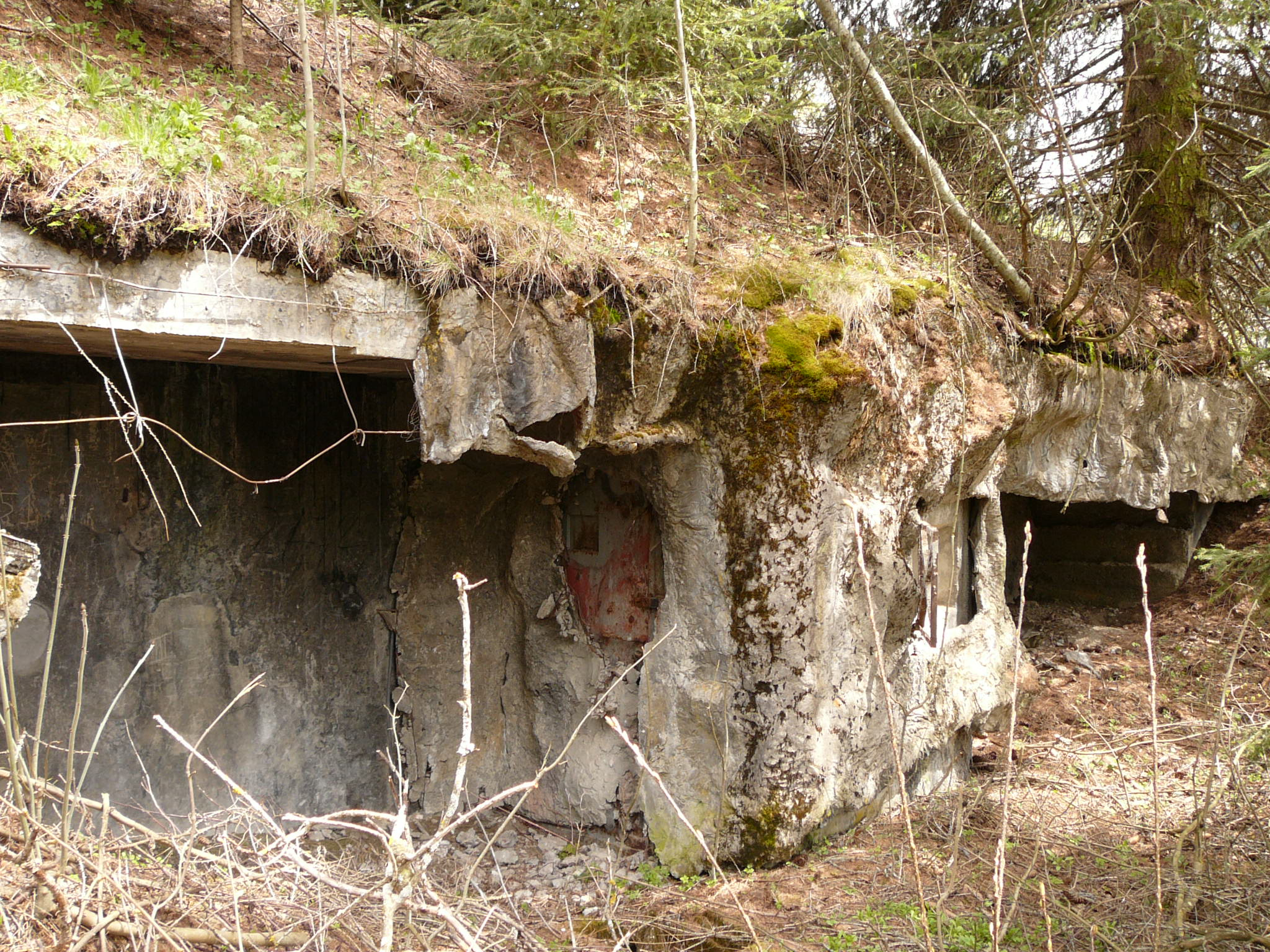
Il particolare ingresso superiore dell'opera 5

L'opera è raggiungibile, prendendo la strada che porta alla chiesa, e oltrepassando questa, dopo due curve, al di sotto della curva segnalata dalla presenza di una enorme croce in legno con annesso tavolino, si trova l'opera.
- Caratteristiche

L'opera è di piccole dimensioni in calcestruzzo, e nonostante si trovi in posizione elevata, è la più arretrata dello sbarramento. È posta in posizione pressoché simmetrica all'opera 4. Nel progetto originale l'opera aveva due mitragliatrici che dalla posizione dominante dell'opera battevano la strada e la ferrovia. In realtà l'opera a prima vista non sembra sia stata ultimata; nella parte più occidentale l'opera presenta un ingresso con relativa caponiera che conduce ad una camerata. A sud invece vi è un secondo ingresso.
Particolarità di quest'opera è un tubo verde sporgente per un metro, la cui funzione non è nota (un'ipotesi potrebbe essere per l'uscita dell'antenna).
- Nome in codice (in ambito NATO): Alia
- Armamento previsto

2 mitragliatrici
- Ingressi

L'opera ha 2 ingressi
L'opera è di proprietà privata
- Dati relativi a novembre 2010
- Coordinate geografiche: 46°44′26.58″N 12°21′16.02″E

### Opera 6
- Come raggiungere l'opera

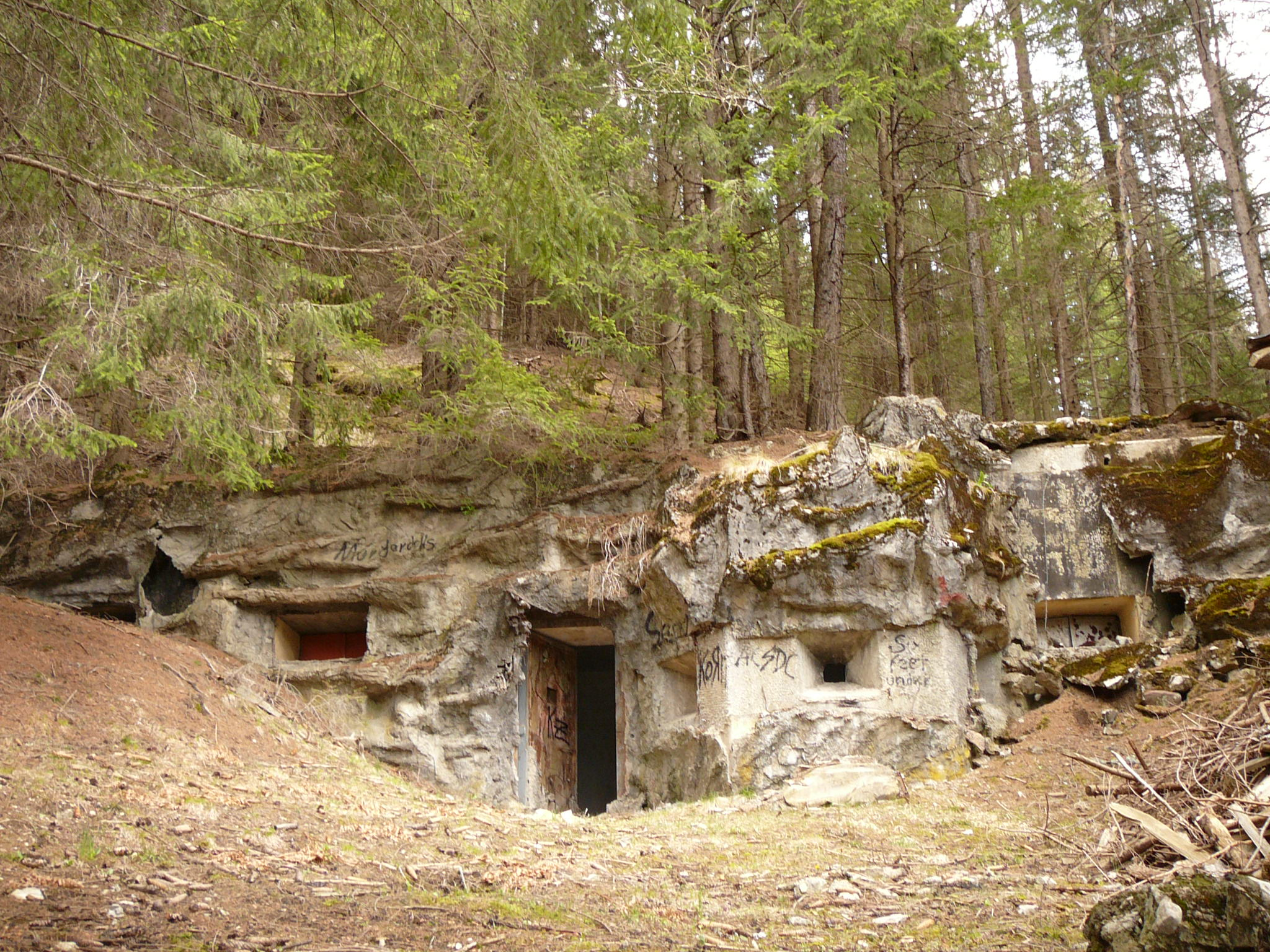
Uno dei due ricoveri dell'opera 6

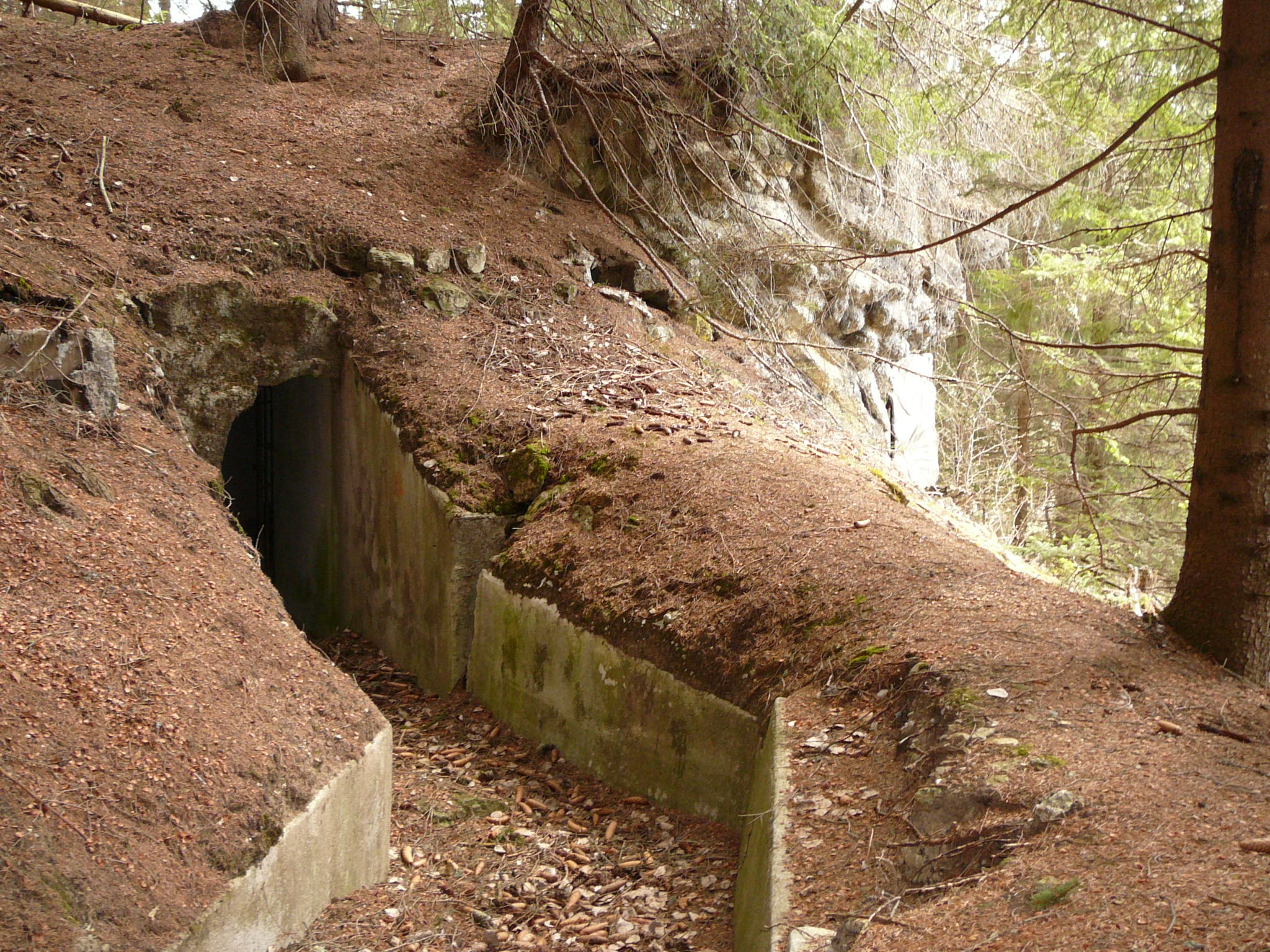
Il camminamento protetto che porta dal ricovero alle camere di fuoco della opera 6

L'opera si trova grosso modo alla stessa quota dell'opera 3, e quindi è raggiungibile da quest'ultima, attraversato il prato, e ritrovando la stradina che si inoltra nel bosco. L'opera si trova al di sotto di questa stradina.
Altra via per raggiungere l'opera è seguire la strada che dal paese si dirige alla località Reiden. Dopo aver affrontato le prime tre curve (tornanti), alla quarta, dove si trovano anche dei tronchi segati, parte una traccia di sentiero che porta all'opera.
- Caratteristiche

L'opera nonostante sia catalogata come di piccole dimensioni, in realtà è suddivisa in tre strutture distinte. In prima linea si trova il blocco che alloggia le due camere di combattimento, due mitragliatrici, con degli affustini in cemento particolari; oltre a queste erano previste lungo questo blocco altre piccole feritoie, una in una delle due camere di combattimento ed una seconda lungo il corridoio. Questa parte è collegata ad una seconda attraverso un apposito camminamento scoperto. Questo secondo blocco posto in posizione leggermente più arretrata contiene principalmente una camerata per gli alloggiamenti. Pochi metri in postazione più arretrata si trova una struttura del tutto simile alla seconda. Poco più su un altro stanzone del tutto simile. Queste strutture ricovero presentano delle finestre del tutto particolari, infatti sono in vetro (raro nelle opere), con le saracinesche in metallo. In posizione poco più elevata potevano esserci delle opere di artiglieria, data la presenza di un pianale di appropriate dimensioni.
Purtroppo quest'opera ha risentito delle azioni di vandali, che oltre a scritte naziste, e a manichini per chissà quali riti, hanno rovesciato le vasche dell'acqua in eternit al loro interno.
- Nome in codice (in ambito NATO): Forlì
- Armamento previsto

2 mitragliatrici
- Ingressi

Tutte le tre strutture hanno 1 ingresso.
L'opera è di proprietà privata
- Dati relativi a novembre 2010
- Coordinate geografiche: 46°44′40.74″N 12°21′27.38″E

### Opera 7
- Come raggiungere l'opera

Le feritoie dell'opera, ben visibili dal paese, indicano la posizione dell'opera, a destra della chiesa, sul costone roccioso, al di sopra dell'opera 2.
- Caratteristiche

L'opera è di piccole dimensioni e scavata nella roccia, infatti le sue due feritoie per mitragliatrice spuntano, ben mimetizzate, dal costone roccioso (in realtà sulla parete si distinguono 3 feritoie). Il progetto prevedeva un ingresso a pozzo. L'opera però non fu totalmente ultimata, prima della seconda guerra mondiale.
Originariamente al di sopra dell'ingresso a pozzo, si trovava una baracca di legno, per celare la botola d'accesso. In realtà questo mascheramento era poco utile in quanto questa era circondata da filo spinato e con il solito cartello che indicava una proprietà militare.
Una decina di metri più a nord, sempre sulla cresta del costone di roccia, si trova l'ingresso di una caverna, scavata per neanche 5 metri, a forma di "S". Forse era un'altra opera, o forse un tentativo di congiungersi con l'opera 7, anche per dotarla di alloggiamenti, di cui l'opera era priva.
- Nome in codice (in ambito NATO): Calto
- Armamento previsto

2 mitragliatrici
- Ingressi

L'opera ha 1 ingresso a pozzo
L'opera è di proprietà privata
- Dati relativi a novembre 2010
- Coordinate geografiche: 46°44′32.51″N 12°21′21.73″E

### Opera 8
- Come raggiungere l'opera

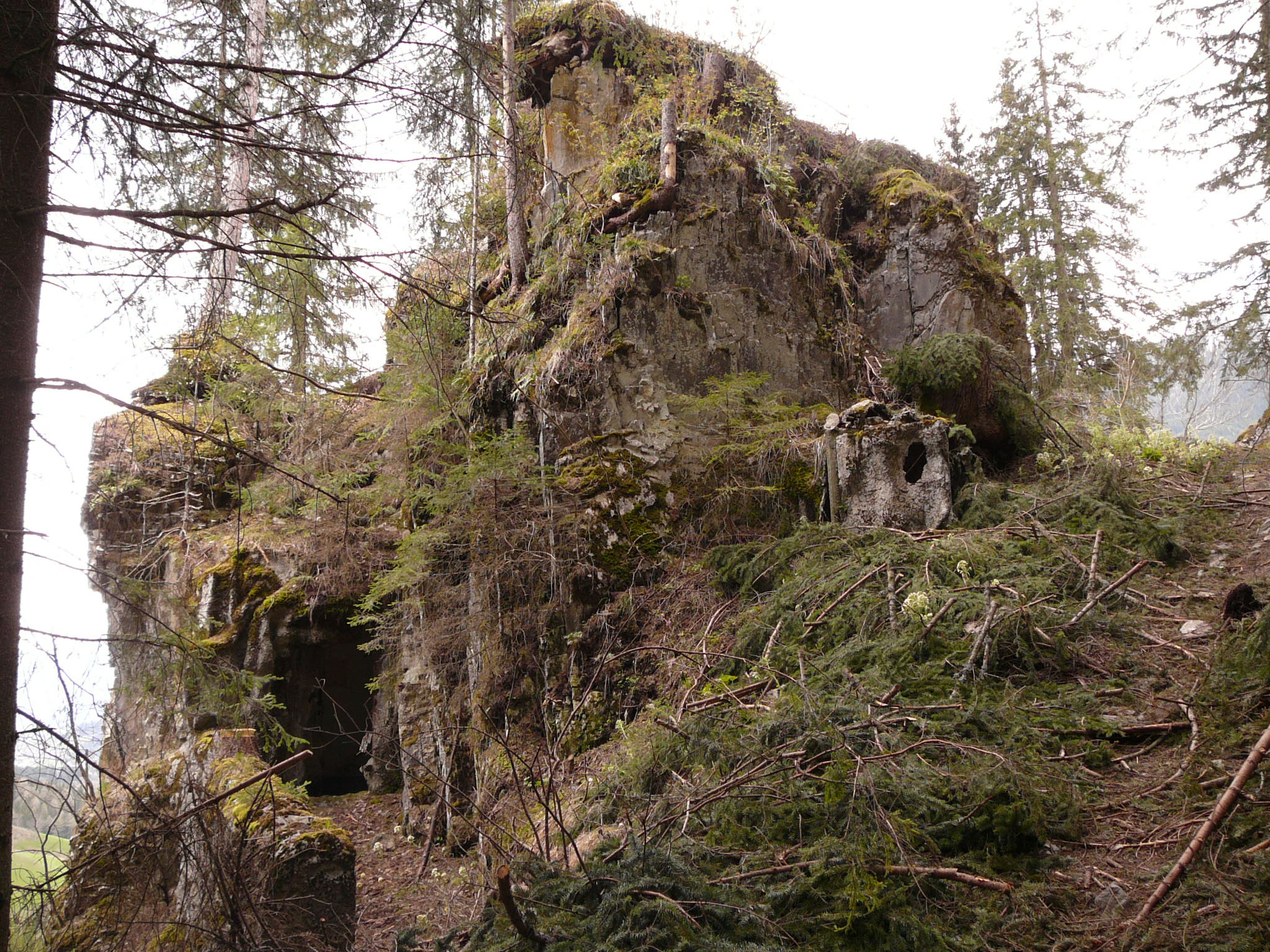
La roccia dentro cui è stata scavata l'opera 8, con la sua entrata sulla sinistra, e l'uscita di emergenza sulla destra

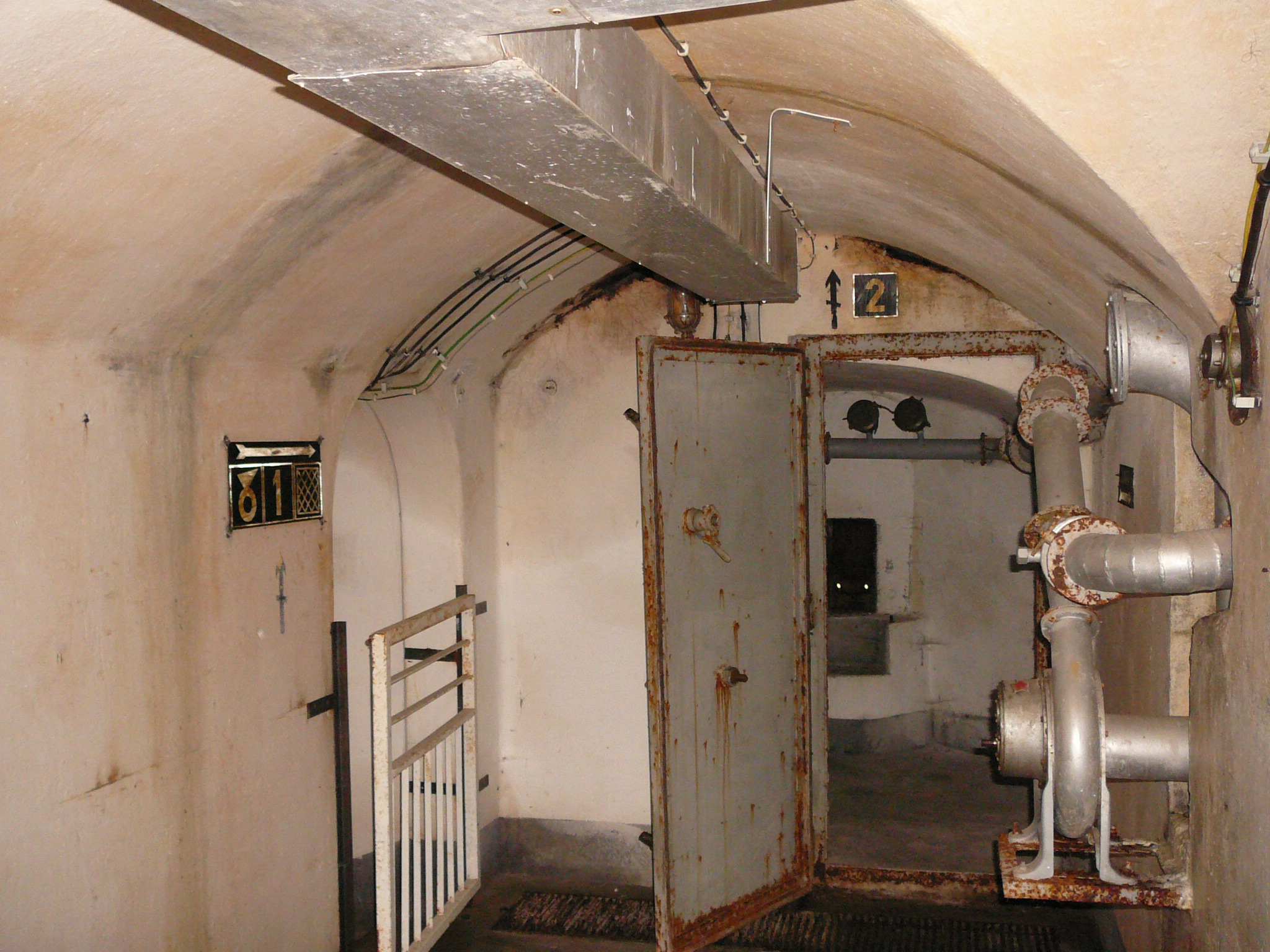
Il livello -1, con il cancelletto per scendere al livello -2, dell'opera 8

L'opera si trova sempre sul costone roccioso, in una posizione più all'interno della valletta, rispetto all'opera 7. Per raggiungerla si potrebbe arduamente seguire la cresta del costone roccioso, dove si trova una traccia, molto esposta. Più semplicemente invece, raggiungendo le prime case, dopo la chiesa parrocchiale, inizia una stradina forestale, che passa proprio accanto all'opera.
- Caratteristiche

L'opera è di piccole dimensioni, scavata interamente in un grande blocco di roccia, in una posizione particolarmente esposta della roccia. L'opera ha un ingresso a cui ci si arriva dopo un breve camminamento protetto ai colpi, ma molto esposto. Subito dopo l'ingresso si trova una scala alla marinara, che scende al piano -1. Qui si trova una camera di combattimento. Per raggiungere l'altra bisogna scendere ancora attraverso una seconda e più lunga scala alla marinara, che porta al livello -2. Entrambe le feritoie escono quindi a picco sulla roccia. Prima di ogni scalinata si trovano dei particolari cancelletti alti 1 metro, posti probabilmente per motivi di sicurezza.
Oltre all'ingresso principale, esiste anche un'uscita secondaria, che tramite una scala inclinata esce sempre sulla stradina. Quest'uscita è ben nascosta da un piccolo armadio artificiale, ben mimetizzato.
- Nome in codice (in ambito NATO): Lecco
- Armamento previsto

2 mitragliatrici
- Ingressi

L'opera ha 1 ingresso e un'uscita di emergenza
- Dati relativi a maggio 2010
- Coordinate geografiche: 46°44′36.32″N 12°21′11.01″E

### Casermette di confine sul Monte Elmo

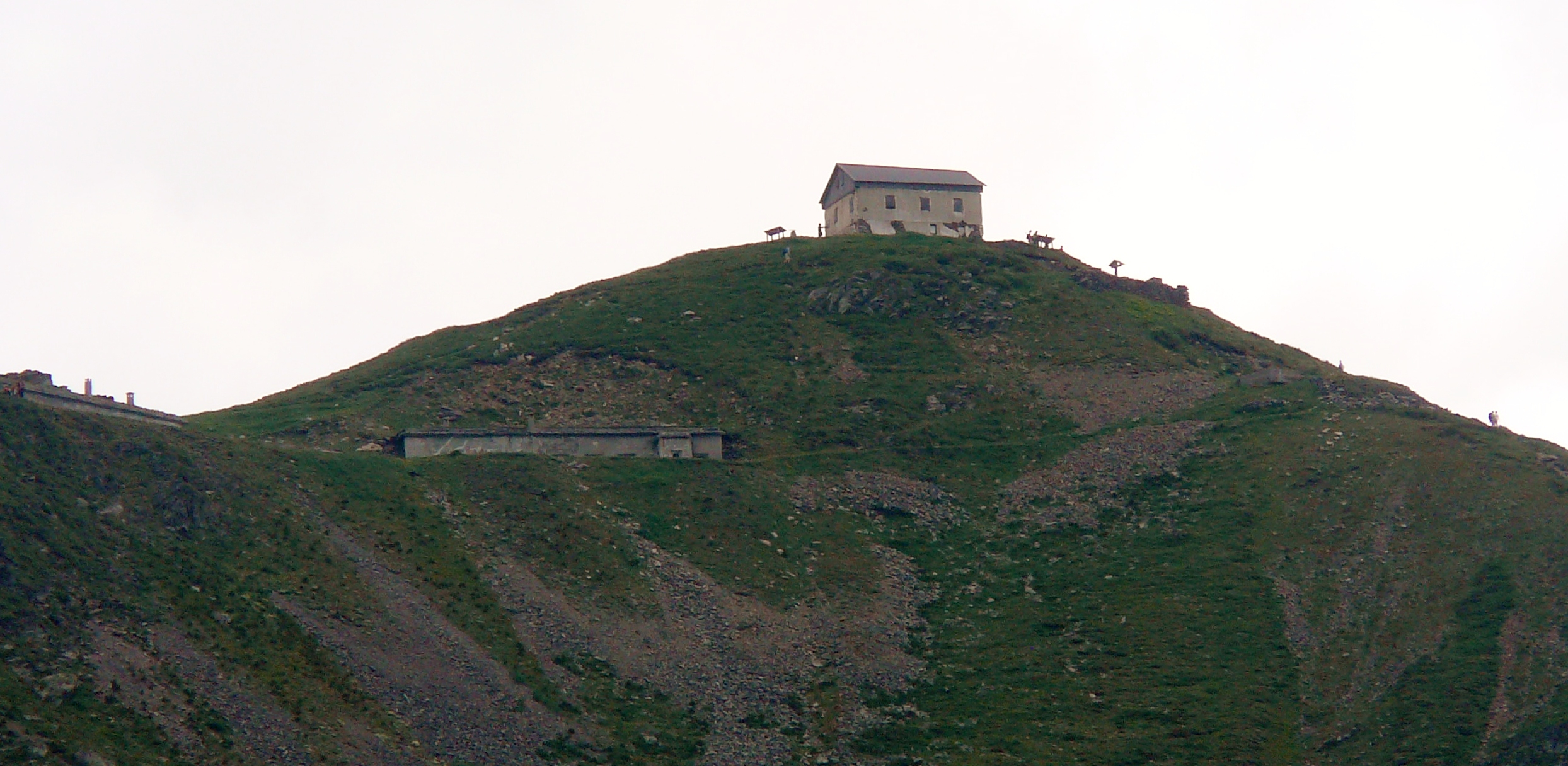
Vista della cima del monte Elmo, dellHelmhaus e delle casermette

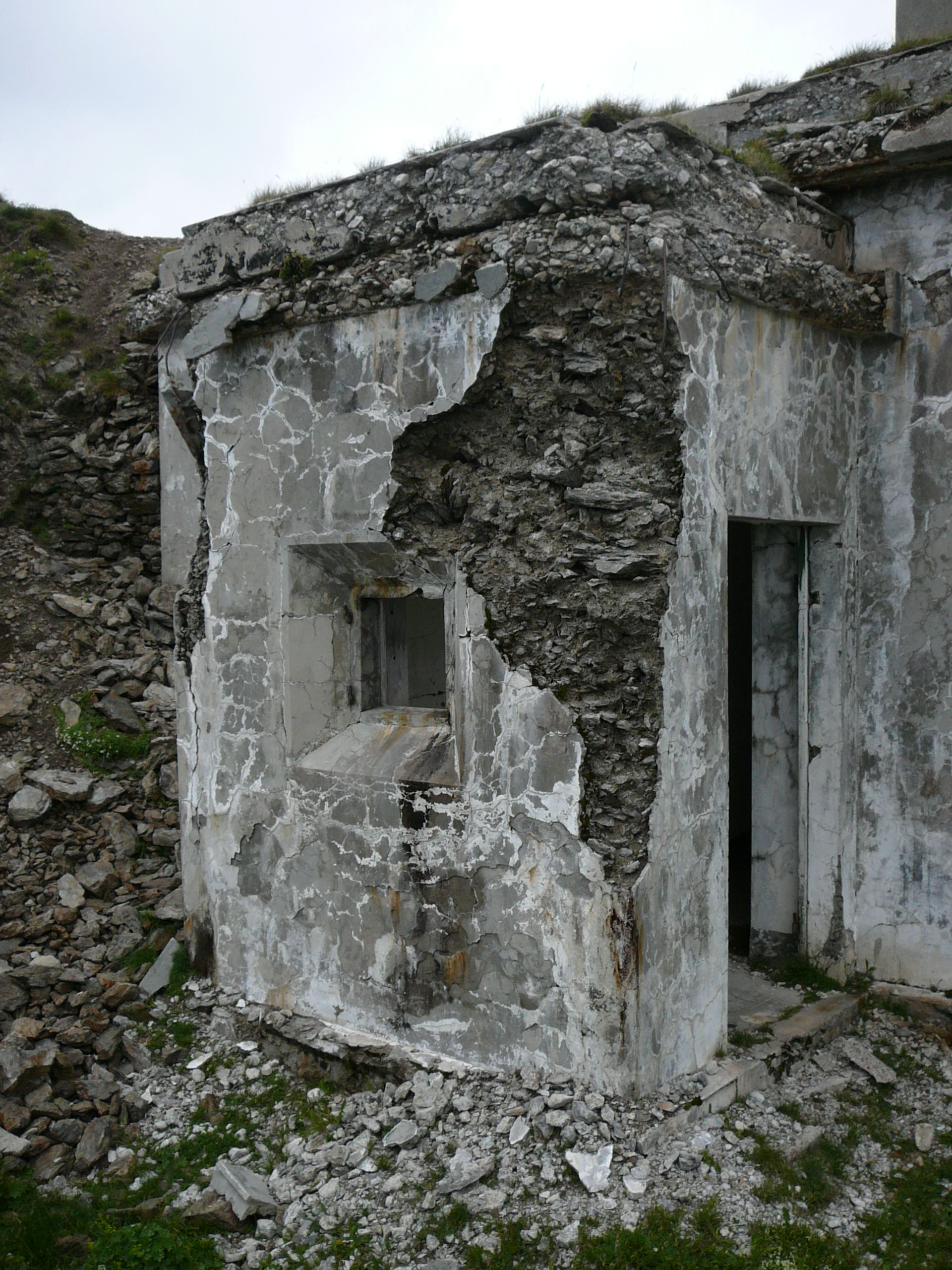
Ingresso ad una casermetta

Sulla cima del monte Elmo (2.434 m s.l.m.) si trovano tre casermette di difesa, due delle quali ospitano camerate per i militari che presidiavano dall'alto questo valico alpino.
La terza casermetta è invece di dimensioni minori rispetto alle altre due.
Al di sopra delle casermette, proprio sulla sommità del monte, si trova l'Helmhaus, un antico rifugio che è stato riutilizzato dalla Guardia alla Frontiera.